# Culto degli alberi

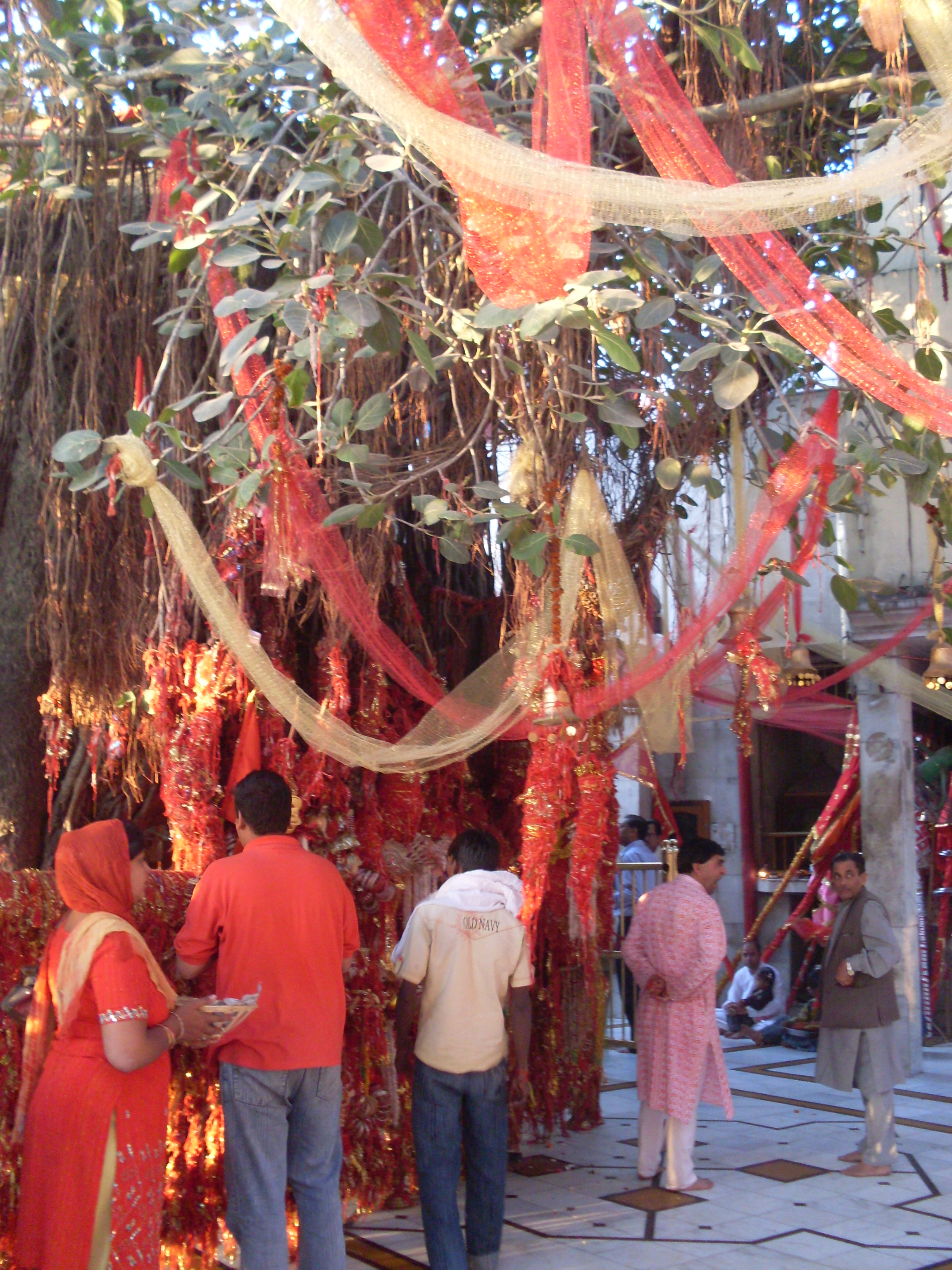
Un "albero di preghiera" in India.

Il culto degli alberi (dendrolatria), o "culto arboreo", si riferisce alla tendenza di molte culture, nel corso della storia, a praticare la dendrolatria.
Gli alberi, in tutto il mondo, hanno svolto un ruolo importante in molte mitologie e le religioni, ruolo al quale sono stati attribuiti, significati sacri e profondi. Gli esseri umani, osservando la crescita e la morte degli alberi, l'elasticità dei loro rami, la sensibilità, la decadenza annuale e la ricrescita del loro fogliame, li considerano come potenti simboli di crescita, decadimento ed infine di resurrezione. La più antica rappresentazione simbolica interculturale della costruzione dell'universo è quella presente, per esempio, nel concetto di albero del Mondo.
L'immagine dell'"albero della vita" è anche una delle più favorite in molte mitologie e in diverse culture esoteriche. Gli alberi, nelle loro variegate forme, appaiono anche nel folclore, nella cultura e nella narrativa, spesso associate all'immortalità e alla fertilità.  Questi spesso assumono maggior importanza culturale e religiosa a seconda dei popoli ai quali sono stati associati.
Altri esempi di alberi presenti nella mitologia sono il baniano (Banyan) e il Peepal (il Ficus religiosa) Induista, la tradizione moderna dell'albero Yule della mitologia germanica, l'Albero della conoscenza del Bene e del Male del Giudaismo e del Cristianesimo, l'albero della Bodhi del Buddismo ed infine, l'albero Saglagar del tengrismo mongolo. Nella religione popolare e nel folclore gli alberi sono spesso considerati quali case degli spiriti e delle divinità. Il druidismo storico, così come il paganesimo germanico, probabilmente hanno creato la pratica cultuale nel bosco sacro, soprattutto riferito alla quercia. Lo stesso termine "druido", in sé, probabilmente deriva dalla parola celtica "quercia".
Gli alberi sono un attributo necessario dell'archetipo del locus amoenus, presente in tutte le culture. Già il Libro dei morti egiziano menziona il sicomòro come parte del paesaggio in cui l'anima del defunto trova beato riposo.
Più dettagliatamente si possono individuare vari culti degli alberi nelle religioni di vari popoli e di diverse epoche storiche.
Presso molte civiltà, in vari luoghi ed epoche, l'albero ha infatti assunto particolari valenze religiose in quanto simbolo di un Cosmo vivente che si rigenera senza interruzione. Si possono individuare le seguenti simbologie religiose:
- il complesso pietra-albero-altare, che forma un microcosmo effettivo negli strati più antichi della vita religiosa (Australia, Cina, Indocina, India, Fenicia - Egeo);
- l'albero-immagine del Cosmo (India, Mesopotamia, Scandinavia), ecc.;
- l'albero-teofania cosmica (Mesopotamia, India, Egeo);
- l'albero-simbolo della vita, della fecondità inesauribile,  dell'assoluta realtà; in relazione con la Grande Dea o col simbolismo acquatico; identificato con la fonte dell'immortalità (Albero della Vita), ecc.;
- l'albero-centro del mondo (albero del mondo) e sostegno dell'Universo (presso i popoli degli Altaj, gli Scandinavi, ecc.);
- relazioni mistiche fra alberi e uomini (alberi antropogeni; l'albero come ricettacolo delle anime degli antenati; matrimonio degli alberi; presenza dell'albero nelle cerimonie di iniziazione, ecc.);
- l'albero-simbolo della resurrezione della vegetazione, della primavera e della rigenerazione dell'anno (ad esempio "l'albero di maggio", ecc.);
- l'albero-abitazione della divinità;
- l'Albero della conoscenza (ad esempio nel Libro della Genesi nella Bibbia).[3][4][5]

L'albero è dunque oggetto di un culto molto diffuso in varie parti del mondo ed in varie epoche. 
Il dio sumero della vegetazione Dumuzi era venerato come albero della vita. La dea egiziana Hathor era rappresentata sotto forma di un albero che porge cibo e bevanda all'abitatore del sepolcro o al suo membro-anima. La mitologia greca narra del giardino delle Esperidi, il cui albero con le sue mele d'oro dona l'immortalità agli dei. E dallo stormire delle querce sacre a Zeus a Dodona si credeva di percepire la voce del dio. Nelle leggende scandinave il frassino Yggdrasil ha un ruolo demiurgico.
Artemide è la dea del cedro e del nocciolo. Attis si identifica con un pino. Adone esce da un albero di mirra. Mitra possiede degli alberi sacri, l'olivo è l'albero di Atena ed è posto sotto a sua sorveglianza. Nella religione vedica dell'India l'Ashvattha incorpora la sacralità dell'universo in rigenerazioni continue: "Noi invochiamo, Agni, gli alberi, le piante, e i vegetali, Indra, Brhaspati, Surya, che ci liberino dall'angoscia" (Atharva Veda, 6). E in altri passi dei Veda l'albero è invocato come un dio.
Nel Vecchio Testamento l'Albero è immagine della società: il Faraone è paragonato ad un cedro del Libano (Libro di Ezechiele, 31,8-10), mentre il re babilonese Nabucodonosor interpella il profeta Daniele su un sogno in cui è presente un albero che raggiunge il cielo (Libro di Daniele, 4). In Ezechiele (17,24) sta scritto: "Tutti gli alberi dei campi sanno che sono io, Jahvé, che umilia l'albero alto e che innalza l'albero basso; fa seccare l'albero verde e rinverdisce l'albero secco. Io, Jahvé, ho detto e fatto". Nel Libro dei Proverbi l'albero della vita diventa simbolo della sapienza divina (3,18). Nei Salmi (1,3) il giusto è "come un albero piantato lungo i corsi d'acqua, che darà frutti a suo tempo, e le sue foglie non cadranno mai". Nel Cantico dei Cantici (2,3) lo sposo è paragonato ad un albero: "Alla sua ombra, cui anelo, mi siedo, e dolce è il suo frutto al mio palato". L'albero è pure simbolo di risurrezione: "Anche quando è tagliato e al suolo muore il suo tronco" (Libro di Giobbe, 14,7). 
Nel Nuovo Testamento gli alberi fruttuosi e sterili sono un'allegoria degli uomini buoni o cattivi: "Ogni albero che non produce frutti buoni viene tagliato e gettato nel fuoco" (Vangelo di Matteo, 3,10). E Gesù usa l'immagine del fico sterile (Vangelo di Luca, 13,).